# Hồi ức về những cô gái điếm buồn của tôi
Hồi ức về những cô gái điếm buồn của tôi (tiếng Tây Ban Nha: Memoria de mis putas tristes) là tác phẩm văn học của nhà văn người Colombia Gabriel Garcia Marquez, người đã đoạt giải Nobel văn học năm 1982. Tác phẩm thuộc thể loại truyện ngắn dưới dạng hồi ức, cũng giống như các tác phẩm khác của ông như Trăm năm cô đơn, Sống để kể lại... Truyện có lối kể tự sự đơn giản, nhịp kể đều đều nhưng rất hấp dẫn bởi nhiều luận điểm mang tính triết lý giản dị nhưng sâu sắc. Truyện khiến người đọc liên tưởng đến tác phẩm Người đẹp say ngủ của Kawabata Yasunari. Những ông già trong tác phẩm của họ đã tìm thấy một tình cảm đẹp trong cố gắng tuyệt vọng để tìm lại tuổi trẻ. Đó chính là một niềm thương xót con người, đặc biệt là với những người phụ nữ. Cuốn sách đã được phát hành với số lượng lớn chỉ sau tuần lễ đầu tiên và hiện nay, nó đã được dịch ra nhiều ngôn ngữ trên thế giới.

## Tóm tắt nội dung
Có một nhà báo già, sống trong một gia đình trung lưu nhưng sớm mồ côi cha mẹ. Ông sống một mình và dạy ngữ pháp tiếng Latinh cùng tiếng Tây Ban Nha. Ngoài ra, ông còn làm biên tập tin tức, viết báo và bình luận âm nhạc cho một tờ báo địa phương. Ông cứ sống như vậy cho đến trước hôm trước ngày kỷ niệm sinh nhật lần thứ 90 của mình, ông ao ước được có một đêm với một thiếu nữ còn trinh nguyên.
Ông đã liên hệ với bà Rosa Cabarcas, một người đàn bà ông đã quen từ hồi còn trẻ, là người chuyên mối lái các cô gái cho các vị khách, đề nghị tìm cho ông cô gái như yêu cầu. Tuy tuổi đã cao nhưng ông vẫn rất tin tưởng vào khả năng của mình. Năm hai mươi tuổi, ông có sở thích là thống kê, ghi chép lại tên họ, tuổi tác, nơi chốn và tóm tắt về hoàn cảnh và phong cách của các cô gái điếm mà ông đã từng quan hệ. Cho đến khi ông 50 tuổi, số lượng các cô gái trong danh sách của ông đã là 514 người.
Đến buổi chiều hôm trước ngày sinh nhật thì đã có thông tin từ bà Rosa Cabarcas. Cô bé này chưa đầy 14 tuổi, sẽ gặp ông sớm nhất là mười giờ đêm vì đứa bé gái còn phải cho các em ăn, ngủ và đưa bà mẹ bị liệt chân tay lên giường ngủ xong đã. Khi đến nơi gặp, đối diện với "nữ thần trinh trắng" trần trụi, mọi dục vọng đam mê bỗng tan biến. Cô bé ngủ say như chết sau khi đã thực hiện một núi công việc hằng ngày. Tối hôm đó, ông bỗng phát hiện ra "niềm thích thú thực sự khi được ngắm nhìn thân thể người phụ nữ ngủ say mà không bị áp lực của dục vọng hay bối rối vì ngượng ngùng". Ông cầu chúa giữ hộ trinh tiết cho cô bé, "vĩnh biệt mãi mãi bé gái bằng nụ hôn trên trán". Sáng hôm sau, những tưởng sẽ không gặp lại cô bé nữa, nhưng chính sự cô đơn đã kéo ông đến nhiều lần nữa đến với bé gái. Ông đặt tên cho bé gái là Delgadina. Mỗi lần đến ông cắm thêm bó hoa, hát ru, đọc truyện Hoàng tử Bé, Nghìn lẻ một đêm... cho cô nghe, mang tranh đến để treo tường trang trí căn phòng, mang đài đến cho cô nghe nhạc... và "căn phòng đã hồi sinh từ đống tro tàn và tôi đang bơi trong mối tình của Delgadina với niềm háo hức và hạnh phúc như chưa từng có trong cuộc đời trước đây của mình". Từ khi có cô bé, ông bỗng trở thành người khác. Ông đọc lại các tác phẩm cổ điển, lặn ngụp trong nền văn học lãng mạn. Nội dung các bài báo của ông bây giờ thay đổi hoàn toàn, ông đã viết các bài đó như những bức thư tình mà mỗi người đọc có thể cảm nhận như là thư của chính mình. Ông cảm thấy rất vui khi mua cho cô bé chiếc xe đạp để cô có thể đi đến chỗ đơm cúc áo hằng ngày cho khỏi mệt và trong tuần lễ đó, ông đã viết một bài báo có nhan đề "Làm thế nào để cảm thấy hạnh phúc khi ngồi trên xe đạp ở tuổi chín mươi"... Ông và cô bé như hai người sống chung và rất hiểu nhau, cùng với thời gian, cô bé vẫn tiếp tục lớn lên theo quy luật của tự nhiên.
Mọi việc vẫn tiếp diễn như vậy cho đến khi có một rắc rối lớn xảy ra tại nơi cô bé ở, nơi nhà trọ của bà Rosa. Có một vụ giết hại ông chủ ngân hàng ở đó, cảnh sát đã đến điều tra và cô bé phải đi trú ở nơi khác...